# Keratella
Genre
Keratella est  un genre de rotifères de la famille des Brachionidae.

## Description
Les espèces du genre Keratella se distinguent par le nombre et la position de leurs épines caudales, la forme de leur lorica, la cuticule épidermique, plus ou moins transparente, qui protège leur corps, les dimensions de leur tronc corporel, le nombre des épines antérieures de leur couronne cillaire, et leurs ornements ventraux et dorsaux.

## Liste des sous-espèces et espèces
Selon Catalogue of Life (15 août 2017) :
- Keratella ahlstromi Russell 1951
- Keratella americana Carlin 1943
- Keratella armadura Stemberger 1990
- Keratella australis Berzinš 1963
- Keratella canadensis Berzinš 1954
- Keratella cochlearis (Gosse 1851)
- Keratella crassa Ahlstrom 1943
- Keratella cruciformis (Thompson 1892)
- Keratella earlinae Ahlstrom 1943
- Keratella edmondsoni Ahlstrom 1943
- Keratella eichwaldi (Levander 1894)
- Keratella hiemalis Carlin 1943
- Keratella irregularis (Lauterborn 1898)
- Keratella javana Hauer 1937
- Keratella kostei Paggi 1981
- Keratella lenzi Hauer 1953
- Keratella maliensis Koste & Tobias 1987
- Keratella mexicana Kutikova & Silva-Briano 1995
- Keratella mixta (Oparina-Charitonova 1924)
- Keratella mongoliana Segers & Rong 1998
- Keratella morenoi Modenutti, Diéguez & Segers 1998
- Keratella nhamundaiensis Koste 1982
- Keratella ona Boltovskoy & Urrejola 1977
- Keratella paludosa (Lucks 1912)
- Keratella procurva (Thorpe 1891)
- Keratella quadrata (Müller 1786)
- Keratella reducta (Huber-Pestalozzi 1929)
- Keratella sancta Russell 1944
- Keratella serrulata (Ehrenberg 1838)
- Keratella shieli Koste 1979
- Keratella sinensis Segers & Wang 1997
- Keratella slacki Berzinš 1963
- Keratella taksinensis Chittapun, Pholpunthin & Segers 2002
- Keratella taurocephala Myers 1938
- Keratella tecta (Gosse 1851)
- Keratella testudo (Ehrenberg 1832)
- Keratella thomassoni Hauer 1958
- Keratella ticinensis (Callerio 1920)
- Keratella trapezoida Zhuge & Huang 1998
- Keratella tropica (Apstein 1907)
- Keratella valdiviensis Thomasson 1957
- Keratella valga (Ehrenberg 1834)
- Keratella wangi Zhuge & Huang 1997
- Keratella yamana Boltovskoy & Urrejola 1977
- Keratella zhugeae Segers & Rong 1998

Selon ITIS (15 août 2017) :
- Keratella americana Carlin, 1943
- Keratella carinata
- Keratella cochlearis (Gosse, 1851)
- Keratella crassa Ahlstrom, 1943
- Keratella cruciformis (Thompson, 1892)
- Keratella earlinae Ahlstrom, 1943
- Keratella gracilenta
- Keratella hiemalis Carlin, 1943
- Keratella irregularis Lauterborn, 1898
- Keratella javana
- Keratella lenzi
- Keratella mixta Oparina-charitonova, 1924
- Keratella ona
- Keratella palludosa (Lucks, 1912)
- Keratella quadrata (O. F. Muller, 1786)
- Keratella reducta
- Keratella serrulata (Ehrenberg, 1838)
- Keratella stipita
- Keratella taurocephala Myers, 1938
- Keratella testudo (Ehrenberg, 1832)
- Keratella ticinensis (Callerio, 1920)
- Keratella tropica
- Keratella valga (Ehrenberg, 1834)

Selon NCBI (15 août 2017) :
- Keratella americana ;
- Keratella cochlearis ;
  - sous-espèce Keratella cochlearis faluta ;
  - sous-espèce Keratella cochlearis robusta ;
  - sous-espèce Keratella cochlearis tecta ;
- Keratella cochlearis AEG1 ;
- Keratella hiemalis ;
- Keratella morenoi ;
- Keratella quadrata ;
- Keratella tropica ;
- Keratella valga.

Selon World Register of Marine Species (15 août 2017) :
- Keratella americana Carlin, 1943 ;
- Keratella cochlearis (Gosse, 1851) ;
- Keratella cruciformis (Thompson, 1892) ;
- Keratella eichwaldi (Levander, 1894) ;
- Keratella kostei Paggi, 1981 ;
- Keratella quadrata (Müller, 1786) ;
- Keratella tecta (Gosse, 1851) ;
- Keratella testudo (Ehrenberg, 1832) ;
- Keratella tropica (Apstein, 1907) ;
- Keratella valga (Ehrenberg, 1834).